# 克里乌沙农村居民点
克里乌沙农村居民点（俄语：Криушанское сельское поселение）是俄罗斯联邦沃罗涅日州帕尼诺区所属的一个农村居民点。其下辖有10个居民点，行政中心为克里乌沙。据2016年统计，该农村居民点的人口为1984人。